# Wanda Gág
Wanda Hazel Gág (New Ulm, 11 de marzo de 1893 - Nueva York, 27 de junio de 1946) fue una artista, autora, traductora e ilustradora estadounidense. Conocida sobre todo por haber escrito e ilustrado el libro infantil Millones de gatos, el libro ilustrado estadounidense más antiguo que todavía se sigue imprimiendo. Fue también una destacada grabadora, que recibió reconocimientos y premios internacionales. Growing Pains, un libro de extractos de los diarios de su adolescencia y juventud, recibió elogios generalizados de la crítica. Dos de sus libros fueron galardonados con el honor Newbery y dos recibieron el honor Caldecott. La Biblioteca Pública de Nueva York incluyó Millones de gatos en su lista de "100 grandes libros infantiles" en 2013.

## Trayectoria

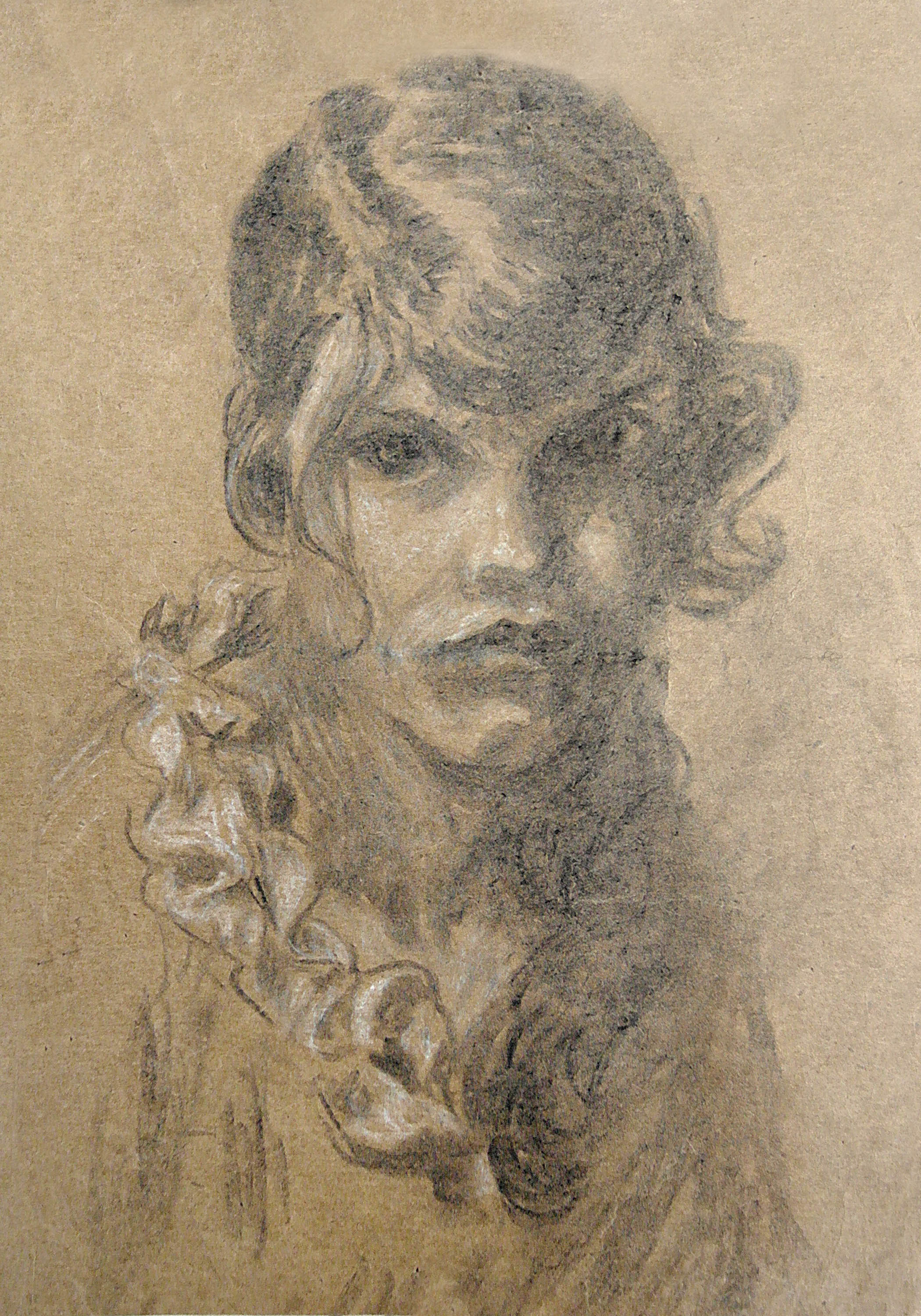
Autorretrato de Gág (1915)

Wanda Hazel Gág nació el 11 de marzo de 1893 en la comunidad de habla alemana de New Ulm, Minnesota, hija de Elisabeth (de nacimiento Biebl) Gag y el artista y fotógrafo Anton Gag. Wanda, la mayor de siete hermanos, tenía 15 años cuando su padre murió de tuberculosis. Sus últimas palabras para ella fueron: "Was der Papa nicht thun konnt', muss die Wanda halt fertig machen." ("Lo que papá no pudo hacer, Wanda tendrá que terminarlo")
Después de la muerte de su padre, la familia quedó en situación de necesidad y algunos habitantes del pueblo pensaron que Wanda debería abandonar la escuela secundaria y conseguir un trabajo estable para ayudar a mantener a su familia. A pesar de esta presión, Wanda continuó con su educación secundaria. Cuando aún era adolescente, su historia ilustrada Robby Bobby in Mother Goose Land se publicó en The Minneapolis Journal en su suplemento Junior Journal. Tras graduarse en junio de 1912, enseñó en una escuela rural en Springfield, Minnesota, desde noviembre de 1912 hasta junio de 1913.
En 1913, Gág conoció a Edgar T. Herrmann, estudiante de medicina de la Universidad de Minnesota, quien la acercó a nuevas ideas en artísticas, políticas y filosóficas. Con una beca (y la ayuda de amigos), asistió a la Escuela de Arte de Saint Paul en 1913 y 1914. De 1914 a 1917 asistió a la Escuela de Arte de Minneapolis bajo el patrocinio de Herschel V. Jones. Allí entabló amistad con los artistas Harry Gottlieb y Adolf Dehn. Su primer encargo de libro ilustrado (como Wanda Gäg) fue A Child’s Book of Folk-Lore— Mechanics of Written English de Jean Sherwood Rankin (1917).

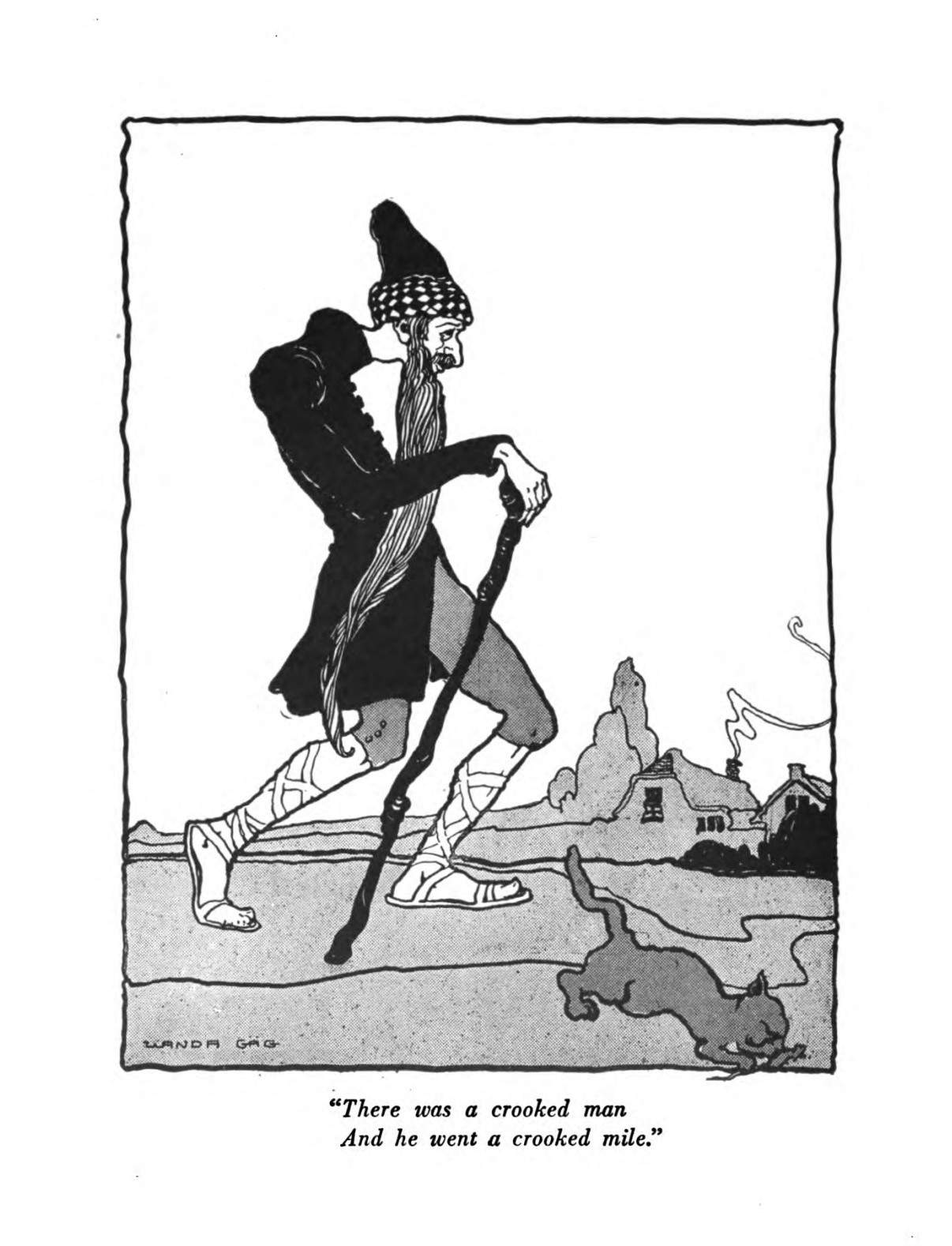
El hombre torcido de la rima de Mother Goose en Mechanics of Written English (1917)

En 1917, Gág obtuvo una beca para la Art Students League de Nueva York donde recibió clases de composición, grabado e ilustración publicitaria. En 1919, Gág ya se ganaba la vida como ilustradora comercial.
Durante su estancia en Nueva York se hizo miembro de la Sociedad de Artistas Gráficos Estadounidenses. En 1921, se convirtió en socia de una empresa comercial llamada Happiwork Story Boxes. Las cajas estaban decoradas con paneles de historias en sus lados.

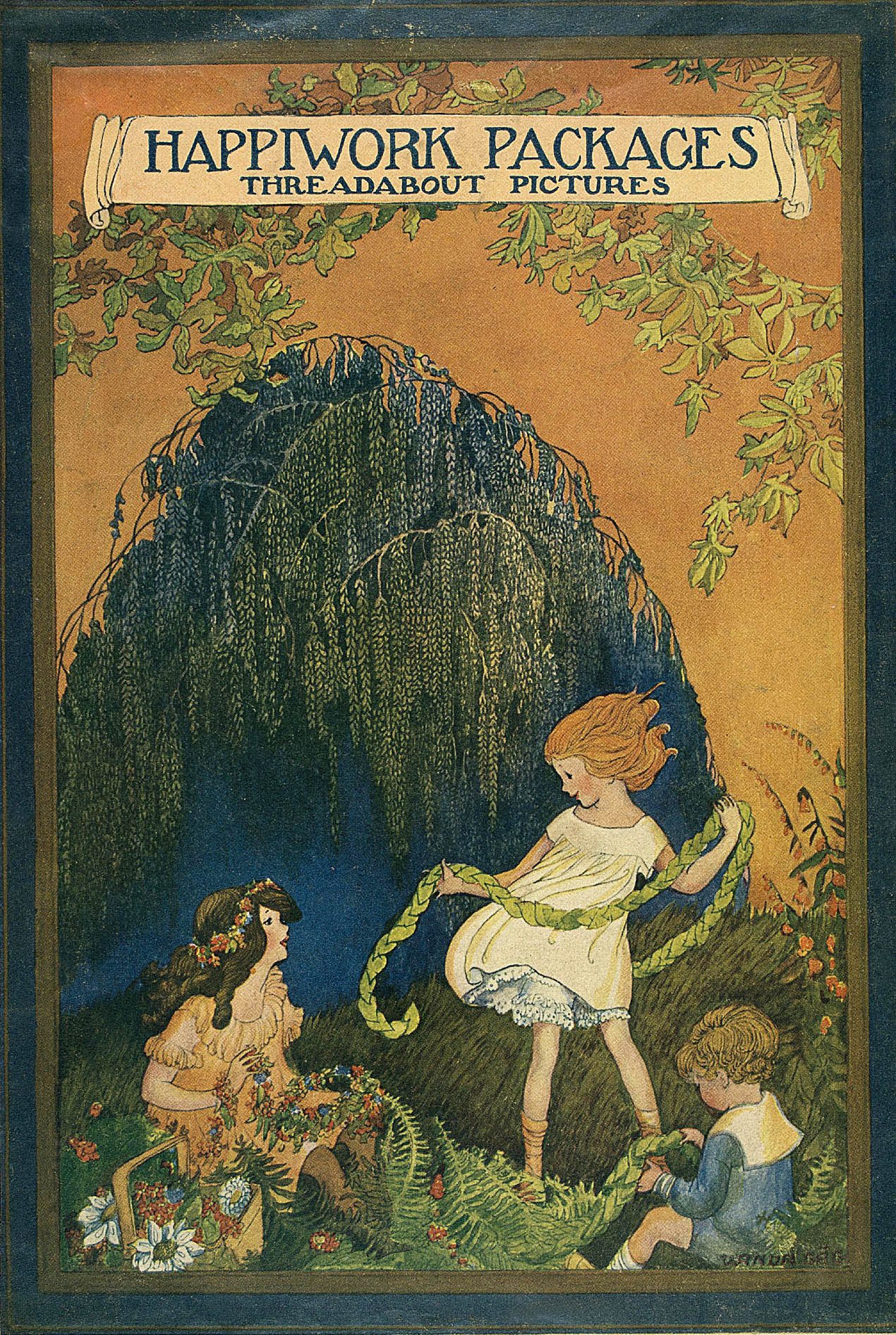
Portada del juego para niños Happiwork Packages, Circa 1921

Una ilustración de Gág se publicó en Broom: An International Magazine of the Arts en 1921. La exposición de arte de Gág en la Biblioteca Pública de Nueva York en 1923 fue su primera exposición individual. Por aquel entonces empezó a firmar con el nombre de "Gág".
En 1924, el trabajo de Gág se publicó en una revista de corta duración en formato folio con el artista William Gropper. En 1925 creó una serie de crucigramas ilustrados para niños que se distribuyó en varios periódicos. La exposición individual de Gág en la Galería Weyhe en 1926 le valió el reconocimiento como "... una de las jóvenes artistas gráficas más prometedoras de Estados Unidos..." y fue el inicio de una relación de por vida con su director, Carl Zigrosser Empezó a vender sus litografías, grabados en linóleo, acuarelas y dibujos a través de la galería.
En 1927, publicó el artículo These Modern Women: A Hotbed of Feminists  en The Nation, en el que expresó sus opiniones sobre los derechos de las mujeres, llamando la atención de Alfred Stieglitz, y fue el último de una serie de artículos anónimos que presentaban los antecedentes personales de mujeres destacadas con una perspectiva moderna. Las ilustraciones de Gág fueron publicadas en las portadas de las revistas de izquierda The New Masses y The Liberator.

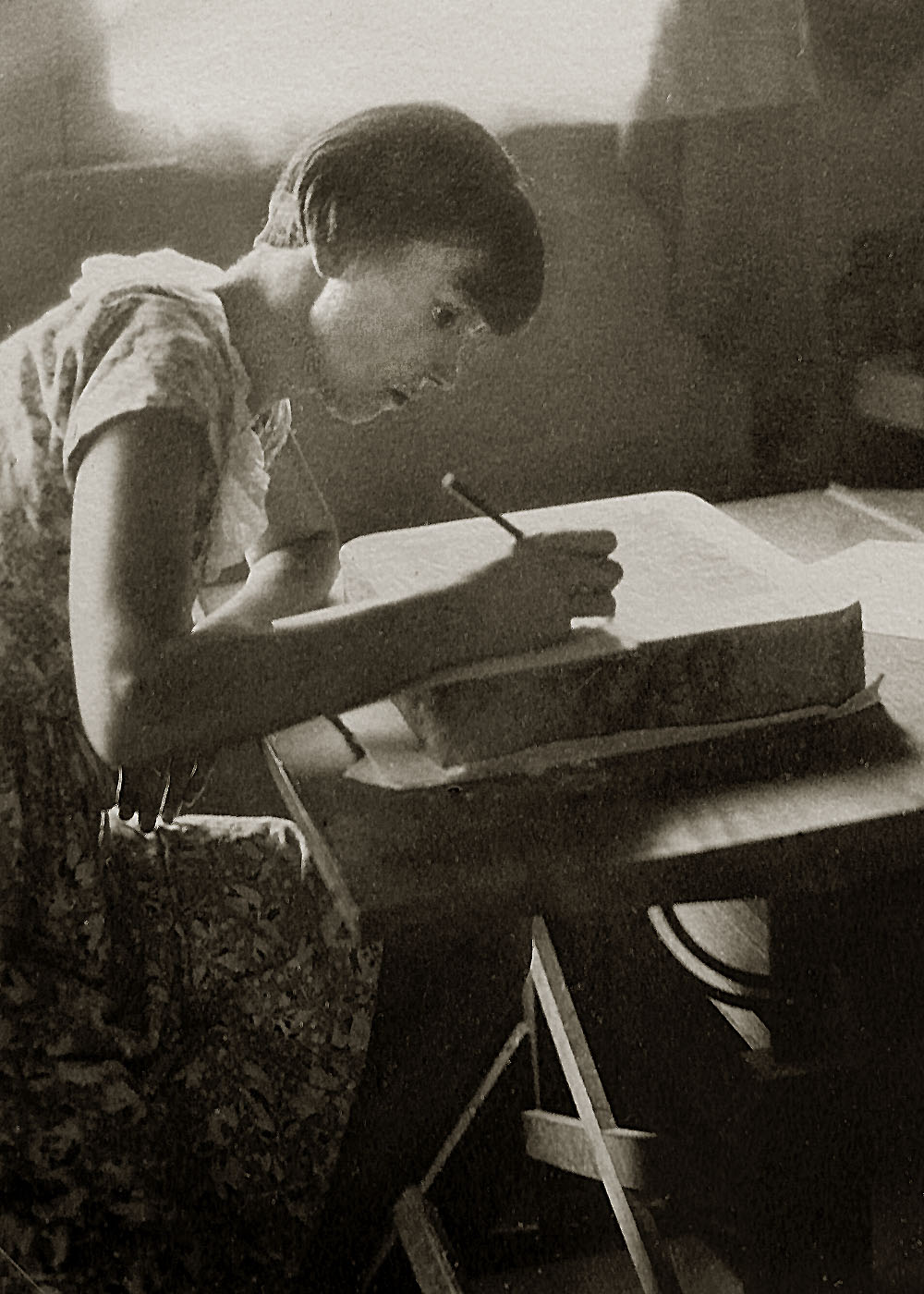
Gág preparando piedra litográfica (1932)

En una reseña del New York Times de 1929, Elisabeth Luther Cary describió el grabado de Gág Stone Crusher: "La imaginación pura salta de las sombras oscuras y aterroriza con la luz, una fuente emocional difícil de analizar".
Para una subasta de 1934 organizada por Langston Hughes para recaudar fondos para la defensa de los Scottsboro Boys, Gág contribuyó con un dibujo original de ABC Bunny, "'F' es de Frog".
Su obra fue reconocida internacionalmente y fue seleccionada para su inclusión en las Fifty Prints of the Year  (Cincuenta Grabados del Año) del Instituto Americano de Artes Gráficas en 1928, 1929, 1931, 1932, 1936, 1937 y 1938. En 1939, la obra de Gág se expuso en la muestra Art in Our Time del Museo de Arte Moderno y en la exposición American Art Today de la Feria Mundial de Nueva York.
Gág disfrutaba viviendo y trabajando en el campo. A principios de la década de 1920 pasó los veranos dibujando en varios lugares de las zonas rurales de Nueva York y Connecticut. De 1925 a 1930 alquiló una granja de tres acres llamada "Tumble Timbers" en Glen Gardner, Nueva Jersey. En 1931 compró una granja más grande a la que llamó "All Creation" en Milford, Nueva Jersey. Dos de sus hermanos, Flavia y Howard, vivieron allí con ella.
El hermano de Gág, Howard, hizo las letras a mano para Million of cats y para The ABC Bunny. Gág animó a su hermana Flavia a crear libros ilustrados para niños.
Además de Earle Humphreys, su amante y gerente comercial de mucho tiempo, Gág tuvo, a veces simultáneamente, otros amantes, entre ellos Adolph Dehn, Lewis Gannett, Carl Zigrosser y el Dr. Hugh Darby. Se casó con Humphreys el 27 de agosto de 1943.
Gág murió de cáncer de pulmón en la ciudad de Nueva York, a los 53 años, el 27 de junio de 1946.

## Obras para niños

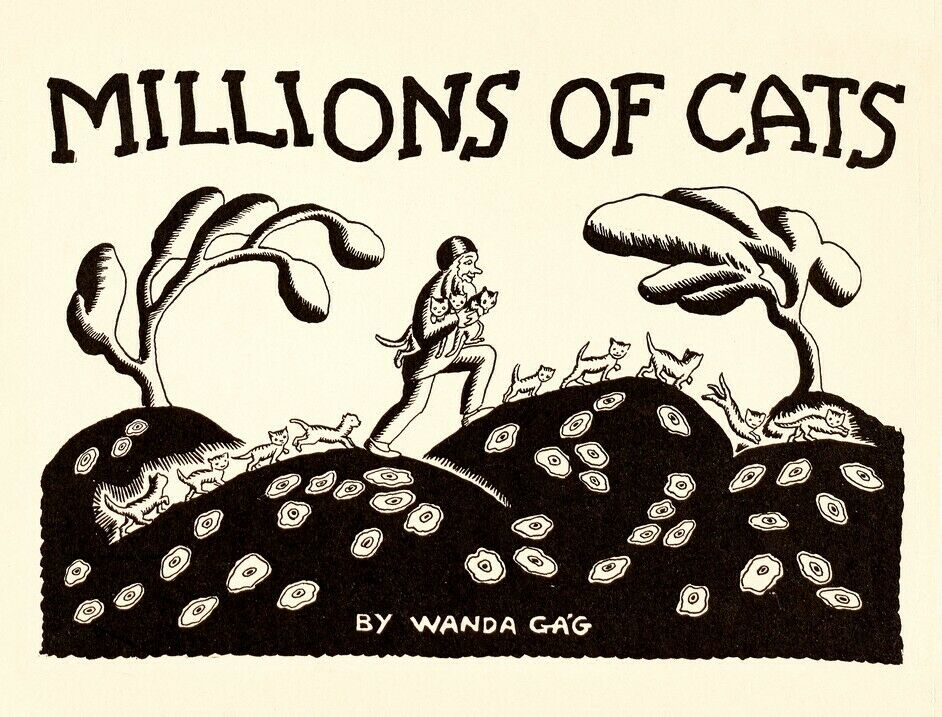
Millones de gatos (1928)

En 1927, su cuento ilustrado de Gág Bunny's Easter Egg se publicó en John Martin's Book, una revista para niños. El trabajo de Gág llamó la atención de Ernestine Evans, directora de la división de libros infantiles de Coward-McCann. Evans quedó encantada al saber que Gág tenía cuentos e ilustraciones para niños en su portfolio y le pidió que enviara su propio cuento con ilustraciones. El resultado, Millones de gatos, se había realizado a partir de un cuento que Gág había escrito para entretener a los hijos de sus amigos. Fue publicado en 1928. Anne Carroll Moore escribió: "... Tiene todas las características de convertirse en un eterno favorito entre los niños, y ocupa un lugar propio, tanto por la originalidad y fuerza de sus ilustraciones como por la calidad de cuento popular de su texto. Un libro de interés universal para los niños que viven en cualquier parte del mundo... Su identificación con todos los niños le hacía respetar su inteligencia, y les proporcionaba a la vez facilidad y alegría en su compañía. Con un instinto tan seguro para la palabra adecuada para el oído, como para la línea adecuada para el ojo, Wanda Gág se convirtió de manera bastante inconsciente en una fuerza regeneradora en el campo de los libros infantiles."
En 1935, Gág publicó el "protofeminista" Gone is Gone; or, the Story of a Man Who Wanted to Do Housework.
Para fomentar la lectura de cuentos de hadas, Gág tradujo e ilustró Tales from Grimm en 1936. El crítico inglés Humbert Wolfe, comentando la traducción de Gág, escribió: "Desde la primera página quedó claro que la señorita Gág estaba cortando una perfecta maleza de torpe fraseología para dejar entrar la luz". Dos años más tarde, tradujo e ilustró el cuento de los Grimm, Blancanieves y los siete enanitos, como reacción a la versión cinematográfica de Disney "trivializada, esterilizada y sentimentalizada". Su ensayo I Like Fairy Tales (Me gustan los cuentos de hadas) se publicó en la edición de marzo de 1939 de The Horn Book Magazine. En él se pronunció en contra de los juguetes y programas de radio bélicos, y a favor de la imaginación activa de los niños pequeños. More Tales from Grimm se publicó póstumamente en 1947. Posteriormente se publicaron cuatro de sus cuentos traducidos con ilustraciones de Margot Tomes.

## Reconocimientos

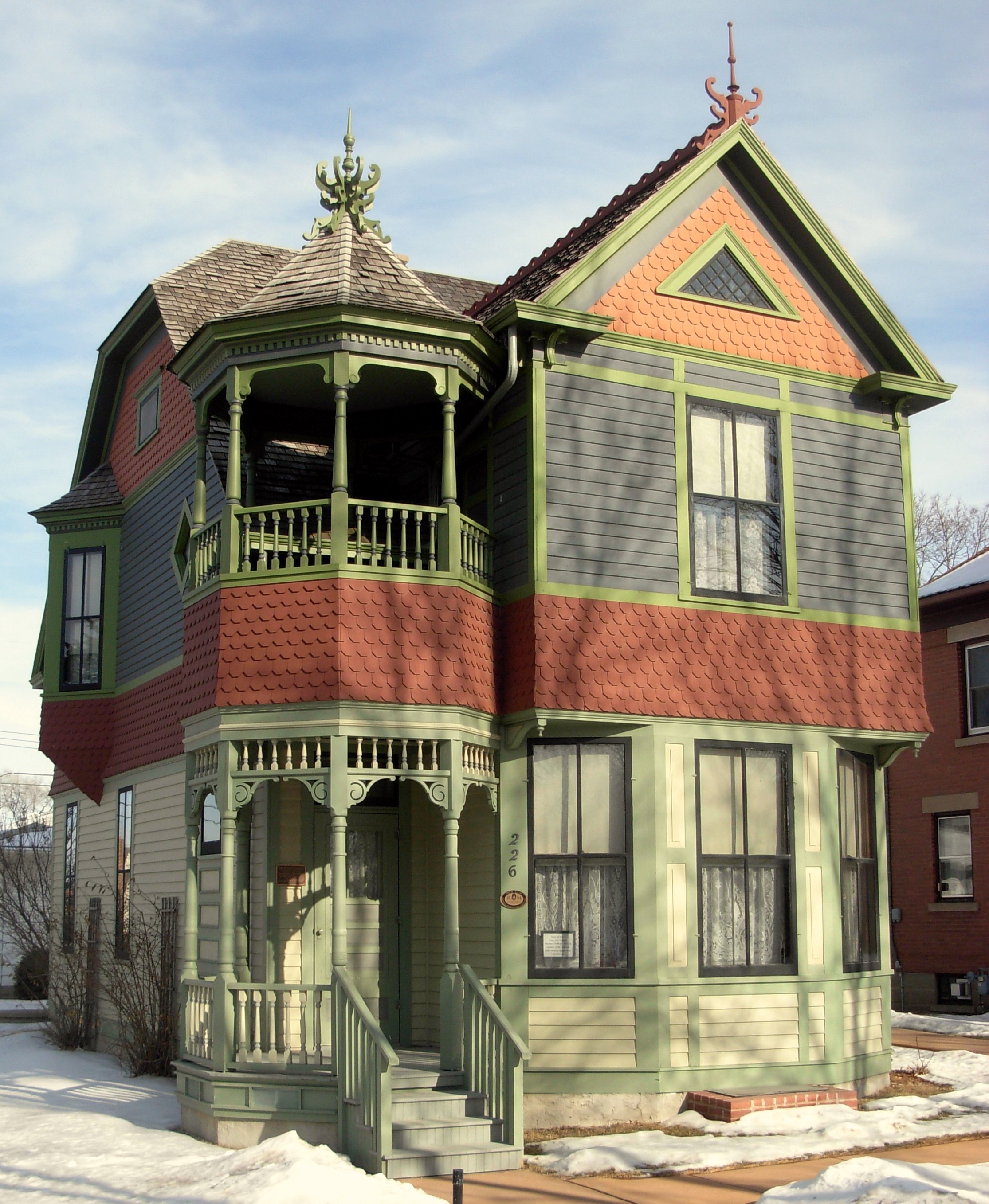
La casa de la infancia de la autora en New Ulm, Minnesota, es un museo.

Gág fue honrado por The Horn Book Magazine en una edición homenaje en 1947. La casa de su infancia en New Ulm, Minnesota, ha sido restaurada y ahora es la Casa Wanda Gág, un museo y centro de interpretación que ofrece recorridos y programas educativos.
En 1992, Millions of Cats apareció en la serie de televisión Shelley Duvall's Bedtime Stories, narrada por James Earl Jones. En 2016 se erigió una escultura de bronce de Gág (con uno de sus gatos) de Jason Jaspersen en la biblioteca pública de New Ulm, Minnesota. En 2017, The Sandbox Theatre de Minneapolis produjo In The Treetops, una nueva obra que se centró en los años de infancia de Gág.
Los libros Millions of Cats y The ABC Bunny recibieron el premio Newbery Honor. Tanto Blancanieves como los siete enanitos y Nothing at all recibieron el Honor Caldecott.
Gág fue honrada póstumamente con el premio Lewis Carroll Shelf en 1958 y el premio Kerlan en 1977.
El premio Wanda Gág Read Aloud Book Award lo otorga cada año la Universidad Estatal de Minnesota Moorhead.
En 2018, Gág fue honrada póstumamente con el Premio The Museum of Illustration at the Society of Illustrators Original Art Lifetime Achievement.

### Archivo
Los grabados, dibujos y acuarelas de Gág se encuentran en las colecciones del Instituto de Artes de Minneapolis, El Museo Whitney y otros museos de todo el mundo. Los artículos, manuscritos y matrices de Gág se encuentran en la Colección Kerlan de la Universidad de Minnesota, la Biblioteca Pública de Nueva York, la Biblioteca Libre de Filadelfia y el Instituto de Arte de Minneapolis.

## Obras

### Libros
Como escritora e ilustradora:
- 1926 - Batiking at Home: a Handbook for Beginners, Coward McCann.
- 1928 - Millions of Cats, Coward McCann.
- 1929 - The Funny Thing, Coward McCann.
- 1931 - Snippy and Snappy, Coward McCann.
- 1932 - Wanda Gág’s Storybook (includes Millions of Cats, The Funny Thing, Snippy and Snappy), Coward McCann.
- 1933 - The ABC Bunny, Coward McCann.
- 1935 - Gone is Gone; or, the Story of a Man Who Wanted to Do Housework, Coward McCann.
- 1940 - Growing Pains: Diaries and Drawings for the Years 1908–1917, Coward McCann.
- 1941 - Nothing At All, Coward McCann.

Como traductora e ilustradora:
- 1936 - Tales from Grimm, Coward McCann.
- 1938 - Snow White and the Seven Dwarfs, Coward McCann.
- 1943 - Three Gay Tales from Grimm, Coward McCann.
- 1947 - More Tales from Grimm, Coward McCann.

Sólo como ilustradora:
- 1917 - A Child’s Book of Folk-Lore— Mechanics of Written English, by Jean Sherwood Rankin, Augsburg.
- 1927 - The Oak by the Waters of Rowan, by Spencer Kellogg Jr, Aries Press, New York.
- 1929 - The Day of Doom, by Michael Wigglesworth, Spiral Press.
- 1943 - Pond Image and Other Poems, by Johan Egilsrud, Lund Press, Minneapolis.

## Otras lecturas
- Scott, Alma (2013). Wanda Gág: The Story of an Artist. [Whitefish, Montana]: Literary Licensing. ISBN 978-1-4940-5764-0. OCLC 594370933.

## enlaces externos
- Works by Wanda Gág at Faded Page (Canadá)
- Wanda Gág in MNopedia, the Minnesota Encyclopedia
- Works by Wanda Gág, National Gallery of Art
- Wanda Gág – Rights and Restrictions Information (Prints and Photographs Reading Room, Library of Congress)
- Wanda Gág House
- Collection summary to the Wanda Gág Papers at the University of Minnesota Libraries Children's Literature Research Collections
- Finding aid to the Wanda Gág papers at the University of Pennsylvania Libraries
- Finding aid to the Wanda Gág papers Archived October 13, 2020, at the Wayback Machine at Penn State University's Special Collections Library
- Wanda Gág at Library of Congress, with 52 library catalog records
- Overview of Wanda Gag archives at University of Minnesota Kerlan Collection, All About Kids! TV Series #259 (1998)

- Datos: Q1012900
- Multimedia: Wanda Gág / Q1012900